# Берга (Тюрингія)
Берга (нім. Berga) — місто в Німеччині, розташоване в землі Тюрингія. Входить до складу району Грайц.
Площа — 43,49 км2. Населення становить 3218 ос. (станом на 31 грудня 2021).